# 气味色情
气味色情（英語：olfactophilia或osmolagnia）一种对于身体（特别是与性有关的部位）散发的气味的性欲倒错，或指由其产生的性刺激。 词源：olfactophilia（拉丁文=olfacto，闻，与嗅觉相关，希腊语=philia，爱），osmolagnia（希腊语=osme，闻，而lagneia，性欲）。
西格蒙德·弗洛伊德使用osphresiolagnia这个词汇来指由气味引起的快感。
《坎贝尔精神词典》（[Campbell's Psychiatric Dictionary] 错误：{{Lang}}：文本有斜体标记（帮助））将其包括在嗅觉倒错中。